# Ủy ban Olympic Nga tại Thế vận hội
Sau vụ bê bối doping của Nga, trong một số kỳ Thế vận hội, các vận động viên Nga đã bị tước quyền thi đấu dưới quốc kỳ và quốc ca của đất nước mình cũng như sử dụng tên đất nước "Nga". Bất chấp lý do ban đầu giống nhau cho các lệnh trừng phạt này, trong thời gian kể trên, các vận động viên Nga đã thi đấu tại nhiều kỳ Thế vận hội khác nhau dưới các tên gọi khác nhau. Cho đến năm 2018, Ủy ban Olympic Nga đã bị đình chỉ tại Thế vận hội Mùa đông 2018, các quan chức chính phủ Nga bị cấm tham gia Thế vận hội và các vận động viên Nga cá nhân được phép thi đấu một cách trung lập dưới lá cờ và bài hát của Olympic với tư cách là "Vận động viên Olympic từ Nga" ("OAR"). Trước năm 2020, lệnh cấm đối với Ủy ban Olympic Nga đã được dỡ bỏ, nhưng do kết quả của quyết định của Cơ quan phòng chống doping thế giới (WADA) và quyết định sau đó của Tòa án Trọng tài Thể thao (CAS), các vận động viên Nga đã được tham gia Thế vận hội Mùa hè 2020 (chi tiết) và Thế vận hội Mùa đông 2022 (chi tiết) dưới lá cờ của Ủy ban Olympic Nga với tên viết tắt "ROC" và sử dụng bản Concerto số 1 của Pyotr Tchaikovsky làm quốc ca tạm thời.
Các nguồn tin chính thống của IOC thường gộp chung các lần xuất hiện của "OAR" và "ROC" tại Thế vận hội, coi chúng là các lần tham dự của cùng một đội tuyển (ý nói ở đây là đoàn thể thao Nga, nhưng lại không thi đấu dưới danh xưng "Nga") trong bối cảnh vì một lý do duy nhất cho sự xuất hiện của đội tuyển này.

## Bảng huy chương

### Thế vận hội Mùa hè
| Thế vận hội | Số VĐV  | Vàng | Bạc | Đồng | Tổng số | Xếp thứ |
| Tokyo 2020  | 335     | 20   | 28  | 23   | 71      | 5       |
| Tổng số     | Tổng số | 20   | 28  | 23   | 71      | 44      |

### Thế vận hội Mùa đông
| Thế vận hội   | Số VĐV  | Vàng | Bạc | Đồng | Tổng số | Xếp thứ |
| Bắc Kinh 2022 | 212     | 6    | 12  | 14   | 32      | 9       |
| Tổng số       | Tổng số | 6    | 12  | 14   | 32      | 25      |

### Huy chương theo môn (Thế vận hội Mùa hè)
| Môn thể thao         | Vàng | Bạc | Đồng | Tổng số |
| -------------------- | ---- | --- | ---- | ------- |
| Đấu vật              | 4    | 0   | 4    | 8       |
| Đấu kiếm             | 3    | 4   | 1    | 8       |
| Thể dục dụng cụ      | 2    | 4   | 4    | 10      |
| Bắn súng             | 2    | 4   | 2    | 8       |
| Bơi lội              | 2    | 2   | 1    | 5       |
| Taekwondo            | 2    | 1   | 1    | 4       |
| Bơi nghệ thuật       | 2    | 0   | 0    | 2       |
| Quần vợt             | 1    | 2   | 0    | 3       |
| Quyền Anh            | 1    | 1   | 4    | 6       |
| Điền kinh            | 1    | 1   | 0    | 2       |
| Chèo thuyền          | 0    | 2   | 0    | 2       |
| Bắn cung             | 0    | 2   | 0    | 2       |
| Bóng rổ 3x3          | 0    | 2   | 0    | 2       |
| Bóng chuyền bãi biển | 0    | 1   | 0    | 1       |
| Bóng chuyền          | 0    | 1   | 0    | 1       |
| Bóng ném             | 0    | 1   | 0    | 1       |
| Judo                 | 0    | 0   | 3    | 3       |
| Xe đạp               | 0    | 0   | 2    | 2       |
| Nhảy cầu             | 0    | 0   | 1    | 1       |
| Tổng số (19 đơn vị)  | 20   | 28  | 23   | 71      |

### Huy chương theo môn (Thế vận hội Mùa đông)
| Môn thể thao                 | Vàng | Bạc | Đồng | Tổng số |
| ---------------------------- | ---- | --- | ---- | ------- |
| Trượt tuyết băng đồng        | 4    | 4   | 3    | 11      |
| Trượt băng nghệ thuật        | 2    | 3   | 1    | 6       |
| Hai môn phối hợp             | 0    | 1   | 3    | 4       |
| Trượt băng tốc độ            | 0    | 1   | 1    | 2       |
| Trượt băng tốc độ cự ly ngắn | 0    | 1   | 1    | 2       |
| Trượt tuyết nhảy xa          | 0    | 1   | 0    | 1       |
| Khúc côn cầu trên băng       | 0    | 1   | 0    | 1       |
| Trượt tuyết tự do            | 0    | 0   | 3    | 3       |
| Trượt ván trên tuyết         | 0    | 0   | 1    | 1       |
| Trượt băng nằm ngửa          | 0    | 0   | 1    | 1       |
| Tổng số (10 đơn vị)          | 6    | 12  | 14   | 32      |